# Fontanières
Fontanières ist eine Gemeinde in Frankreich. Sie gehört zur Region Nouvelle-Aquitaine, zum Département Creuse, zum Arrondissement Aubusson und zum Kanton Évaux-les-Bains. Sie grenzt im Nordwesten an Saint-Julien-la-Genête, im Norden an Évaux-les-Bains, im Osten an Château-sur-Cher, im Südosten an Charron, im Süden an Rougnat und im Westen an Reterre.
Die vormalige Route nationale 696 führt über Fontanières.

## Sehenswürdigkeiten
- Kirche Notre-Dame-de-la-Route
- galloromanischer Dorfbrunnen Saint-Blaise

## Bevölkerungsentwicklung
| Jahr      | 1962 | 1968 | 1975 | 1982 | 1990 | 1999 | 2008 | 2018 |
| --------- | ---- | ---- | ---- | ---- | ---- | ---- | ---- | ---- |
| Einwohner | 403  | 361  | 336  | 277  | 279  | 259  | 262  | 248  |